# Mackay and Sutherland Football Club
El Mackay and Sutherland Football Club fue un club de fútbol de la ciudad de Valparaíso en la actual Provincia de Valparaíso, Región de Valparaíso (Chile). Fue fundado en 1882 y jugaba en la Football Association of Chile hasta su desaparición en la década de 1910.
Representativo del colegio británico The Mackay and Sutherland School, es considerado el primer club de fútbol de la historia de Chile y precursor de su práctica en dicho país.

## Historia
El Mackay and Sutherland Football Club fue formado por alumnos del colegio británico The Mackay and Sutherland School, donde se educaba a los hijos de ingleses y de la aristocracia chilena y es considerado el primer club de football de América Latina.
Las primeras jornadas de este novedoso deporte con balón tienen como escenario la sede del Colegio Mackay and Sutherland, del cerro Alegre, que funcionaba desde 1851, donde se asegura emergieron los primeros contingentes futbolísticos, ya que era el barrio escogido por los residentes europeos pata sentar su estadía en Chile.Los fundadores son los escoceses Peter Mackay y George Sutherland. 
El primer capitán del equipo fue Andrés Gemmell, quien fue uno de los dirigentes fundadores de la Football Association of Chile en 1895. Del mismo modo, el Mackay and Sutherland F. C. fue uno de los ocho fundadores de dicha asociación. Durante años continuó su existencia como animador de las copas Mac Clelland y Sporting en Valparaíso, pese a que no se han encontrado datos que acrediten que alguna vez las ganó. Luego de la Primera Guerra Mundial, no se han encontrado noticias acerca del club.
Según la tradición, el primer campo de fútbol de Chile fue constituido en 1883 en los terrenos del colegio británico Mackay and Sutherland, en el Cerro Alegre de Valparaíso, lugar de residencia de muchos miembros de la colonia inglesa.
Fue en el seno de dicho establecimiento educacional en que nace el primer club chileno, con jugadores criollos, al que se denominó “Valparaíso F.C.”, nacido por iniciativa de Mr. David N. Scott, quien en 1889, era el capitán del equipo MacKay, y posteriormente sería el primer presidente de la primera Asociación de futboll de Chile.
David N. Scott, fundó el Valparaíso F.C., el primer club chileno de fútbol capaz de enfrentarse al del “colegio de nombre raro e interminable, "The Mackay and Sutherland Athletic Footbal club”. Pronto se fundarían otros, todos de origen foráneo: el English Stocking and Hall School y el Rogers F.C., formado exclusivamente por ejecutivos y empleados de la Casa Rogers, que importaba el té que consumían los chilenos.
En 1889, se enfrentan por primera vez en forma oficial ambos equipos. Su primera formación estuvo constituida por Tapia; Bourdon y Urra; Gallardo, Yeoman y Velasco: Pérez, Núñez, Andrés Gemmell, Cerrutti y Page, mientras que  MacKay, formó con Mac Naughton; David N. Scott y Reynolds; Crangle, MacLaughlin y R. W. Bailey; Baldwin, Milie, Chrisholm, Fleming y Lawson. El partido fue muy apretado con triunfo del colegio por dos goles a uno.

En los primeros partidos, los grupos de aficionados comienzan a familiarizarse con la terminología inglesa: “goal”, “linesman”, “throw-in (lanzar pelota con las manos), “referee”, “half”, “corner”, “wing”, “insider”, y bajo los tres palos, el “goal keeper” (arquero).
Sin embargo, la guerra civil de 1891, interrumpió el desarrollo del deporte, de modo que el ímpetu debió guardarse hasta el término del conflicto que culminó con el derrocamiento del Presidente José Manuel Balmaceda.
Después de la guerra, el ejemplo del Colegio MacKay, cundió rápidamente en la mayoría de los colegios británicos de aquel entonces y hasta una casa de importación del té, llamada White Star, dio formación a sus propios clubes, con sus respectivas canchas. Así nacieron los recintos de Playa Ancha, el Parque Alejo Barrios, el Picadero Alemán, la Aduana y la famosa cancha de El Empedrado, frente al muelle Prat.
La inquietud estaba latente por formar una institución similar a la creada en Inglaterra, que agrupara a los clubes, con sede en Valparaíso. Llegado el 19 de junio de 1895, se da creación a la “Foot- Ball Association of Chile”, en reunión celebrada en el café Pacífico del puerto, que agrupó al Valparaíso Wanderers, junto al Mackay and Sutherland  A.F.C:, Victoria Rangers, Santiago Athletic, Nacional Foot-Ball Club, Chilean y al Valparaíso Foot-Ball Club.
La reunión fue encabezada por Mr. R.W. Bailey, a quien se señala, como el primer importador de un balón de fútbol desde Europa. La sesión incluyó la elección de una directiva, siendo elegido presidente, Mr. D.N. Scott; secretario Mr. Andrés Gemell y tesorero Mr. Reid.
Luego de la muerte de Mackay ocurrida en 1905, George Sutherland y George Robertson cambiaron el nombre del establecimiento por “The Mackay School”, como homenaje a su cofundador y exsocio. Después del retiro de Mr. Sutherland en 1912, George Robertson hereda la conducción y propiedad de la institución.
Como Rector, George M. Robertson puso especial interés en la enseñanza de las matemáticas. Enseñó a no temer a nada y a conquistarse a sí mismo para triunfar sobre la debilidad. Transmitió la necesidad de un razonamiento frío y el conocimiento del por qué de las cosas. Estos principios se expresaron después en el lema ” vincit qui se vincit”.
The Mackay School fue preferido por las familias chilenas y extranjeras a comienzos del siglo XX por su atmósfera tolerante, una buena educación para los negocios y el desarrollo del carácter en sus alumnos.
En el campo deportivo, hacia 1925 se mencionaba en la prensa nacional al colegio Mackay como la “cuna del football chileno”. El Valparaíso Football Club y Victoria Rangers Club fueron los primeros clubes organizados en Chile con gran parte de profesores, alumnos y exalumnos, que disfrutaban del juego y del honor de vencer.
Los Robertson deciden tomar un descanso y cerrar en forma indefinida el establecimiento en 1928 para regresar a Inglaterra. Diez años después, el 1.º de octubre de 1939 un grupo de exalumnos se reunió en la quinta Los Olivos con el propósito de reabrir el Colegio. Los objetivos planteados fueron crear una Sociedad de exalumnos, un colegio con una enseñanza de tradición escolástica británica y la formación de un Club deportivo de Old Mackayans. Ese mismo año se fundó The Mackay School Old Boys Association.
Old Mackayans Rugby Football Club, habitualmente conocido sólo como Old Mackayans u Old Mack's, es la primera y más importante sección deportiva de The Mackay School Old Boys’ Association, entidad social y multidisciplinaria fundada oficialmente el 19 de agosto de 1952 por un grupo de ex estudiantes de The Mackay School avencindados en la ciudad de Viña del Mar en una reunión sostenida en el British-American Club de Valparaíso. En esa oportunidad se eligió al primer Directorio de The Mackay School Old Boys’ Association:
Presidente
Alfredo Polanco de la Vega
Vicepresidente
Peter G.F. Brown
Tesorero Fred Pollmann